# Nikolai Kann

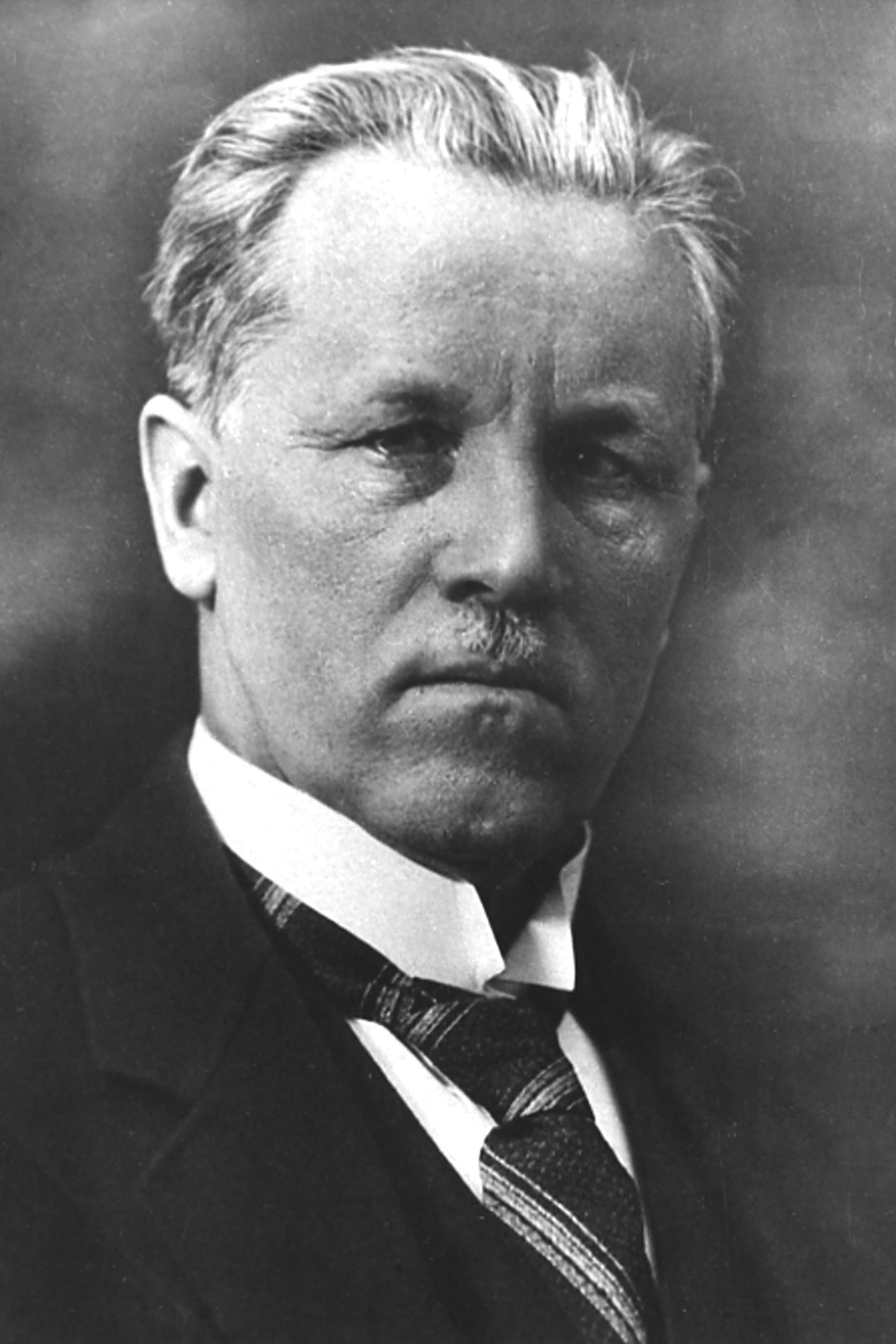
Nikolai Kann (1937)

Nikolai Kann (* 14. Apriljul. / 26. April 1873greg. in Rinsi, damals Landgemeinde Hellamaa, Livland; † 17. Februar 1948 in Göttingen) war ein estnischer Pädagoge und Bildungspolitiker.

## Leben
Nikolai Kann wurde im Dorf Rinsi auf der Insel Muhu als Sohn eines Küsters und Schullehrers geboren. Er besuchte zunächst die orthodoxe Kirchspielschule in Hellamaa, dann die weiterführende Schule in Kuressaare.
Kann schloss 1901 sein Studium der Geschichte sowie der Germanistik und Romanistik an der Universität in Sankt Petersburg als cand. phil. und cand. hist. ab.
Von 1901 bis 1915 war er als Lehrer an Schulen in Tallinn (1901/02), Riga (1902–1906) und Sankt Petersburg (1906–1910) und dann erneut ab 1910 in Tallinn tätig. Von 1915 bis 1933 war er Direktor renommierten Tallinna Reaalkool, einer zunächst unter dem deutschen Namen Petri-Realschule zu Reval 1881 in der estnischen Hauptstadt gegründeten Elite-Schule für Jungen.
Im seit 1918 unabhängigen Estland war Kann einer der prägenden Bildungspolitiker des Landes.  1919/20 war er Mitglied der Verfassungsgebenden Versammlung der Republik Estland (Asutav Kogu). Er gehörte der Christlichen Volkspartei (Kristlik Rahvaerakond – KRE) an.
1920 bekleidete Kann das Amt des Bildungsministers in der kurzlebigen Koalitionsregierung von Ado Birk. Von Oktober 1933 bis März 1936 war Kann Bildungs- und Sozialminister der Republik Estland im Kabinett von Staats- und Regierungschef Konstantin Päts. 1936 überwarf er sich mit der Regierung über bildungspolitische Vorstellungen und ging in Pension.
Nikolai Kann hatte im Estland der Zwischenkriegszeit zahlreiche hohe gesellschaftliche Positionen, unter anderem bei verschiedenen Jugendorganisationen, der Pfadfinderbewegung (Vorsitzender 1923 bis 1940) und dem Estnischen Roten Kreuz. Von 1915 bis 1927 war Kann Mitglied des Kirchenrats der orthodoxen Kirche von der Verklärung des Herrn in Tallinn (Tallinna Issanda Muutmise peakirik). Ab 1927 gehörte er der Synode der Estnisch-Apostolisch Orthodoxen Kirche an.
Von Nikolai Kann stammen zahlreiche didaktische Darstellungen zur allgemeinen Geschichte. Daneben verfasste er zahlreiche weitere Lernmaterialien und Lehrwerke für den Deutschunterricht.
Während des Zweiten Weltkriegs floh Nikolai Kann 1944 vor der Roten Armee nach Deutschland. Er starb 1948 im Alter von 74 Jahren in Göttingen.

## Privatleben
Einer seiner Brüder war der Richter am Estnischen Staatsgerichtshof Peeter Kann, der 1943 nach der sowjetischen Besetzung Estlands hingerichtet wurde.